# Savina Dellicour
Savina Dellicour est une cinéaste belge.

## Biographie
Dès 17 ans, Savina Dellicour suit les cours de la section réalisation de l'IAD, à Louvain-la-Neuve, en Belgique. Elle intègre ensuite la National Film and Television School (NFTS) de Londres, sous la tutelle de Stephen Frears. Elle y réalise un court-métrage de fin d’études Ready, avec Imelda Staunton, qui est nommé Best Foreign Film aux Student Oscars et aux TCM Awards. Son film suivant, Strange Little Girls, financé par Film 4 et le UK Film Council, est sélectionné dans une trentaine de festivals internationaux et obtient plusieurs prix, dont le Venice Award au Singapore Short Film Festival. Basée à Londres à cette époque, elle réalise dix épisodes de Hollyoaks, une série populaire pour la télévision anglaise, avant de revenir s'installer à Bruxelles, où elle réalise Tous les chats sont gris, son premier long métrage.

## Filmographie

### Réalisatrice

#### Longs métrages
- 2014 : Tous les chats sont gris

#### Courts métrages
- 2002 : Ready
- 2004 : Strange Little Girls
- 2009 : Tous les chats sont gris (la nuit)

#### Série
- 2006 : Guilty Hearts

#### Séries télévisées
- 2022 : Pandore (6 épisodes)

### Scénariste
- 2014 : Tous les chats sont gris

## Récompenses
- 2015 au cinéma : Prix du Public au Festival international du premier film d'Annonay pour Tous les chats sont gris[2]
- 2015 au cinéma : Best International Film Award au Festival international du film de Santa Barbara pour Tous les chats sont gris[3]
- 2016 au cinéma : Magritte du premier film et Magritte du meilleur rôle féminin (Anne Coesens pourTous les chats sont gris [4]